# ブライアン・マレン
ブライアン・マレン（Bryan Mollen、1995年9月25日 - ）は、アイルランドのラグビー選手。

## プロフィール
- ケニア・ナイロビ出身[1]。
- ポジションはセンター(CTB)。
- 身長 189cm、体重 93kg

## 略歴
2021年、東京五輪の7人制アイルランド代表に選ばれた。
2022年、ラグビーワールドカップセブンズ2022の7人制アイルランド代表に選ばれて3位に貢献。